# Reprezentacja Portugalii w hokeju na trawie mężczyzn
Reprezentacja Portugalii w hokeju na trawie mężczyzn - narodowa drużyna Portugalii w hokeju na trawie mężczyzn.

## Osiągnięcia

### Mistrzostwa Europy
- 16. miejsce - 1974